# D1M
Дизель-поезд D1M — модификация дизель-поезда Д1, строящаяся с 2012 года по заданию Молдавских железных дорог на локомотиворемонтном заводе Remar (Пашкани, Румыния). До конца 2014 года планировалось модернизировать 15 составов, однако модернизацию прошли только 5 дизель-поездов.

## Модернизация
Дизель-поезда Д1 составляют основную часть парка моторвагонного подвижного состава железных дорог Молдавии. К началу 2010-х, срок службы многих дизель-поездов превысил 30 лет, в связи с чем перед государственным предприятием встал вопрос о необходимости обновления парка пригородных поездов. Поскольку средств на закупку новой техники не было предусмотрено, в целях экономии было решено провести глубокую модернизацию имевшегося парка дизель-поездов Д1. Заказ на модернизацию был выдан румынскому локомотиворемонтному заводу Remar, стоимость модернизации одного поезда согласно контракту составила 2,35 миллиона евро.
В ходе модернизации заменяются многие узлы и оборудование поезда: в качестве силовой установки используется дизель Volvo Penta TAD1662VE, проводятся работы по повышению уровня комфортности салона и другие изменения; механическое оборудование (а у D1M-001 и гидропередача) остаются заводскими.
В мае 2012 года был модернизирован дизель-поезд Д1-737, в феврале 2013 года — Д1-751, в апреле 2013 года — Д1-699, в том же году Д1-681 и Д1-695. После модернизации поезда получают сплошную нумерацию (D1M-001, D1M-002 и так далее).
| Д1-737 | D1M-001 | 1985 | 05.2012 |
| Д1-751 | D1M-002 | 1986 | 02.2013 |
| Д1-699 | D1M-003 | 1983 | 04.2013 |
| Д1-681 | D1M-004 | 1982 | 2013    |
| Д1-695 | D1M-005 | 1983 | 2013    |

## Конструкция
Дизельный двигатель TAD1662VE — четырёхтактный шестицилиндровый с рядным вертикальным расположением цилиндров. Номинальная мощность составляет 700 л. с. (515 кВт). Диаметр цилиндров — 144 мм, ход поршня — 165 мм. Объем двигателя — 16,12 л. Порядок работы цилиндров — 1—5—3—6—2—4.
Также на дизель-поезд устанавливается передача типа H82-10 (с D1M-002), генераторы MarelliMotori MJB 225 LA4, двигатель Volvo Penta TAD532GE, генератор LA-532 мощностью 132 кВА.

## Эксплуатация
Дизель-поезд Д1-737 (D1M-001) с 27 июля 2012 года эксплуатируется на маршруте Кишинёв — Окница (поезд № 801Ь/802Ц). С 22 января 2013 эксплуатировался на маршруте Кишинёв — Тараклия (по нечетным дням). Эксплуатации первого состава была связана с многочисленными случаями поломок, связанных с низким качеством произведённого ремонта. Эксплуатация дизель-поездов Д1−751 (D1M-002) и Д1−699 (D1M-003) выявила те же проблемы. Существовали планы по организации сообщения на маршруте Кишинев — Одесса с мая 2013 года; для изучения данной возможности, в апреле 2013 года по данному маршруту была совершена опытная поездка. С апреля 2018 года D1M всё же поехал по маршруту Кишинёв - Одесса - Кишинёв. С марта 2014 года поезда D1M-001, D1M-002, D1M-003 сняты с работы. Произошло это после пожара в составе D1M-003. На май 2020 года в эксплуатации находятся все поезда D1M.